# Lydia Zapata Peña
Lydia Zapata Peña (Bilbao, 20 de juny de 1965 - Bilbao, 4 de gener de 2015) va ser una arqueòloga, arqueobotànica, professora i investigadora basca.
Lydia Zapata, va estar estretament vinculada, gairebé des dels seus inicis, a la Universitat del País Basc (UPV/EHU), primer com a investigadora i, més endavant, des de 2007, com a professora titular. La seva línia d'investigació era l'àmbit de l'Arqueobotànica i, principalment, l'Antracologia i la Carpologia. L'estudi de la subsistència humana, l'explotació dels recursos vegetals, l'evolució i canvis del paisatge vegetal, l'origen, les formes i expansió de l'agricultura, l'explotació del bosc, la repercussió de consums vegetals en la salut de les poblacions, i els estudis etnogràfics de les societats preindustrials van ser l'objecte prioritari de la seva dedicació com a investigadora.
Durant la seva formació acadèmica, el 1991 va mantenir una estada predoctoral en el Department of Human Environment en el University College de Londres. Aquesta estada li va donar l'oportunitat de començar la seva formació a l'arqueobotànica, sota la supervisió de Gordon Hillman i explorar el fascinant món de l'arqueologia mediambiental, en aquell moment gairebé inexistent en la prehistòria ibèrica. Posteriorment, va cursar els seus estudis de doctorat en la Universitat del País Basc, on va defensar la seva Tesi doctoral el 1999, davant d'un tribunal mixt d'espanyols i britànics, format per botànics i arqueòlegs, sobre l'origen de l'agricultura i les transformacions del paisatge al País Basc a partir de l'anàlisi de restes vegetals arqueològiques. Va accedir a un contracte amb una beca «Ramón y Cajal» i va superar un concurs per a exercir com a Professora Titular. Va compartir estudis i investigacions, a través de prolongades estades, amb els equips d'Arqueobotànica dels laboratoris del Department of Human Environment de l'University College de Londres i del Department of Archaeology and Anthropology de la Universitat de Cambridge. En aquestes institucions acadèmiques va consolidar la seva formació científica, compartint i discutint amb els seus especialistes les seves pròpies aportacions.
A la seva trajectòria científica i acadèmica cal afegir la seva participació amb nombroses publicacions i també els seus constants viatges i col·laboracions científiques amb diferents institucions nacionals i internacionals. Més endavant, amb l'obtenció d'un projecte de recerca europeu, es va consolidar com un referent mundial en el seu àmbit. A més, gràcies a la seva capacitat pedagògica va saber transmetre els seus coneixements i forma de treballar a multitud d'alumnes i deixebles, alguns dels quals, posteriorment, continuen la tasca empresa per Zapata des del País Basc en diferents regions i països.
Tot i que una part important dels seus treballs es van centrar sobre la Prehistòria del País Basc i la Regió Cantàbrica, va aconseguir una projecció internacional, treballant en molts altres entorns, com el Marroc o Síria. La varietat dels temes tractats en les seves investigacions cobreixen un dilatadíssim lapse temporal que comença amb el Plistocè mitjà i bona part d'aquestes van tenir com a objectiu l'estudi dels assentaments que es van ocupar entre el Paleolític mitjà i el Neolític avançat, com Ilso Betaio, Arenaza, Kobaederra, Lumentxa, Santa Caterina, Pic Ramos o Balzola a Biscaia; Iritegi a Guipúscoa; Penya Parda, Kanpanoste Goikoa o Kukuma a Àlaba, Mendandia en Treviño, Mugarduia sud i Aizpea a Navarra; del Mirón a Cantàbria; Chaves a Osca; Isturitz a França; Muge i Cabeço do Amoreira a Portugal; Carding Hill Bay a Escòcia; Ifni Oudadane i El Khil al Marroc; Tell Qarassa a Síria; i algunes altres a Burgos i la Rioja. En moltes d'aquestes excavacions arqueològiques va intervenir personalment com a directora i es va integrar en molts projectes d'investigació d'arreu de l'Estat i internacionals. El darrer d'aquests era el projecte Paleoplant del Consell Europeu de Recerca, que portava a terme poc abans del seu decés, després que el desembre de 2013 optingués la "Beca Consolidator" del Consell Europeu d'Investigació, la beca individual més exigent i de major dotació econòmica (1,9 milions d'euros) de l'àmbit europeu. Lydia va ser la primera dona del País Basc que l'aconseguia, i l'única persona que ho havia fet en l'àrea d'Humanitats. Aquest fet era una demostració fefaent de la seva excepcional qualitat científica.
La Facultat de Lletres de la Universitat del País Basc va celebrar un acte en memòria de Lydia Zapata, descobrint una placa amb el seu nom per denominar així al laboratori de Paleobotánica.